# サンユーストアー
株式会社サンユーストアーは、茨城県北茨城市磯原町磯原に本部を置く、茨城県県北を中心にスーパーマーケットチェーンを運営する企業である。CGCグループ加盟店である。酒販店も展開する。

## 事業所

### 本部
- 住所：〒319-1541 茨城県北茨城市磯原町磯原1－127（磯原中央店2F）

### 店舗
- 磯原中央店
  - 住所：〒319-1541 茨城県北茨城市磯原町磯原1－127（本部と同じ建物）
- 大津店
  - 住所：〒319-1704 茨城県北茨城市大津町北町2471
- 中郷店
  - 住所：〒319-1559 茨城県北茨城市中郷町上桜井2884
- 秋山店
  - 住所：〒318-0023 茨城県高萩市島名字経塚2155
- 新手綱店
  - 住所：〒318-0003 茨城県高萩市下手綱鍋田1487
- 東多賀店
  - 住所：〒316-0004 茨城県日立市東多賀町4-1-23
- おおみか店
  - 住所：〒319-1221 茨城県日立市おおみか町4-9-15
- 若葉店
  - 住所：〒317-0063 茨城県日立市若葉町3-1-18
- 新鮎川店
  - 住所：〒316-0036 茨城県日立市鮎川町1-4-2
- 東町店
  - 住所：〒317-0061 茨城県日立市東町4-47
- 千波店
  - 住所：〒310-0851 茨城県水戸市千波町字十一軒2272-1
- 勝田店
  - 住所：〒312-0016 茨城県ひたちなか市松戸町1-4-1
- 堀口店
  - 住所：〒312-0027 茨城県ひたちなか市勝田中原町3-4
- まちなか大工町店
  - 住所：〒310-0063 茨城県水戸市五軒町3-1-7
- 渡里店
  - 住所：〒310-0902 茨城県水戸市渡里町字前原2873-2

### 酒販店
- ザ・酒屋さん
  - 住所：〒319-1541 北茨城市磯原町磯原2-16

### 製造・配送
- 配送センター
  - 住所：〒319-1559 北茨城市中郷町上桜井165-1
- デリカ加工センター
  - 住所：〒319-1559 北茨城市中郷町上桜井細谷1586-1

## 関連会社
- サンユー興産株式会社
- サンユー不動産
- 富士建設株式会社